# Otto Jahn (Maler)
Otto Jahn (* 14. März 1900 in Wien, Österreich-Ungarn; † März 1945) war ein österreichischer Porträt-, Landschafts- und Kriegspropagandamaler. Er spielte nach dem Anschluss der Republik Österreich an das nationalsozialistische Deutsche Reich 1938 bis 1945 eine gewichtige Rolle als Organisator einiger der besonders berüchtigten NS-Propagandaausstellungen.

## Leben und Werk
Über den Maler Otto Jahn ist nur wenig Biographisches bekannt, in der Geschichte der österreichischen bildenden Kunst hat er als Maler kaum Spuren hinterlassen. Sein Tätigkeitsspektrum lag neben der akademischen Malerei in der Gestaltung von Ausstellungen für Wirtschaftszwecke und insbesondere für die NS-Propaganda. 
1931 wurde er zum Beirat in der Landesgruppe Österreich des Welttheater-Bundes gewählt. Im gleichen Jahr arbeitete er am Hygienemuseum in Dresden und gestaltete dort vermutlich eine große wandfüllende Schautafel: „Die hygienische Volksbelehrung will durch Aufklärung und Erziehung zu gesundem Leben führen“. Er gestaltete außerdem Wandschmuck für eine Ausstellung der burgenländischen Regierung. 1932 war er an Plänen für den Umbau der Femina beteiligt. Belegt ist, dass er am 12. April 1933 als ordentliches Mitglied im Wiener Künstlerhaus aufgenommen wurde.
1933 war er an zwei „Reklameausstellungen“ beteiligt. Für den 10. Österreichischen Katholikentag 1933 in Wien fertigte er mehrere Bilder an, die ganz oder teilweise 1934 in einen Sammelband eingingen. 1934 gestaltete er eine Ausstellung „Wochenende der Wiener“.
Jahn gehörte 1935 zum Österreichischen Institut für Bildstatistik (heute: Österreichisches Gesellschafts- und Wirtschaftsmuseum), einem nach der Vertreibung von Otto Neurath gegründeten und durch den Austrofaschismus umgestalteten Museumsprojekt, und gestaltete für die österreichische Versicherungswirtschaft eine Ausstellung.

Otto Jahn: LMG-Trupp Sprung-Vorwärts! (Farbkreide, ca. 290 × 250 cm), 1940 (im heutigen Heeresgeschichtlichen Museum in Wien, seit wann ist nicht bekannt)

Das einzige darüber hinaus öffentlich bekannte Bild von Jahn ist ein NS-Propagandabild von 1940 – seine monumentale Farbkreidezeichnung LMG-Trupp Sprung-Vorwärts. Es gehört inzwischen zum Bestand des Wiener Heeresgeschichtlichen Museums (HGM) und ist in dessen Saal VII ausgestellt. Der Leiter der Kunstabteilung des HGM geht von einer vierstelligen Zahl von Objekten der Propagandamaler aus, die das Museum angesammelt habe und dabei sei zu restaurieren, um sie für einschlägige Ausstellungen einsetzbar zu machen.
Mit Beginn des Zweiten Weltkriegs wurde Jahn 1939 als Unteroffizier und Kriegspropagandamaler eingezogen. Im selben Jahr stellte er in der Ausstellung des Wiener Künstlerhauses Berge und Menschen der Ostmark sein Kaseinbild Kärntner Volksfest aus. Für die 1940 vom damaligen Heeresmuseum Wien organisierte Kriegspropagandaausstellung am Wiener Heldenplatz mit dem Titel Der Sieg im Westen fertigte Jahn die oben genannte Farbkreidezeichnung an. Seit dem Anschluss Österreichs an NS-Deutschland wurde Jahn die künstlerische Leitung einer Reihe großer Propagandaausstellungen übertragen. Erarbeitet wurden sie vom Institut für deutsche Kultur- und Wirtschaftspropaganda in Berlin, das 1937 schon die beiden Wanderausstellungen Entartete Kunst und Große antibolschewistische Ausstellung betreut hatte, und vom Institut für Ausstellungstechnik und Bildstatistik in Wien. Der Präsident Hugo Fischer des Instituts für deutsche Kultur- und Wirtschaftspropaganda war zugleich der Stabsleiter der Reichspropagandaleitung der NSDAP.
Jahn war als künstlerischer Leiter mindestens in den folgenden Fällen, in denen neben völkischer Anschlussbegeisterung, Militarismus und NS-Kriegserfolgen auch ein aggressiver Antisemitismus und Antikommunismus den Inhalt der Ausstellung bildeten, an der Gestaltung beteiligt. Damit befand er sich vollständig auf der Linie des Reichsministeriums für Volksaufklärung und Propaganda:
- 1938 – unmittelbar nach dem Anschluss der Republik an NS-Deutschland in Wien die antisemitische Ausstellung Der ewige Jude,[15][16][17] die „den Hass gegen alles Jüdische schürte“.[18]
- Im Juni 1939 in den Ausstellungshallen beim Berliner Funkturm die pompöse Schau „Berge und Menschen der Ostmark“[19] mit Propaganda-Bildern, die symbolisch auf den „Anschluss“ anspielten.[20]
- September bis Oktober 1940 – Sonderschau Deutsche Soldaten und ihre Gegner im Heeresmuseum in Wien (heute Heeresgeschichtliches Museum).[21]
- 1942 – die von der Reichspropagandaleitung der NSDAP durchgeführte Wanderausstellung Das Sowjet-Paradies,[22] eine „Hetzausstellung“,[23] deren „künstlerisches“ Plakat als Kinder-Schreck „das Gesicht eines mongolischen Soldaten mit einem Messer zwischen den Zähnen“, zeigte, „von denen Blut tropfte“.[24]

Im März 1945 wurde Jahn in den Volkssturm eingezogen. Er kehrte aus unbekannten Gründen nicht zurück, wurde zunächst als vermisst und 1950 für tot erklärt.
Otto Jahns Familie widerspricht seiner Darstellung als Nationalsozialist, verweist unter anderem auf sein Mitwirken an der Pariser Friedensausstellung 1937 und betont: „Otto Jahn war nie Parteimitglied – nicht einmal Mitglied der Reichskunstkammer.“ Ein großer Teil seiner Werke, insbesondere Portraitmalerei, befinden sich im Familienbesitz, sind allerdings öffentlich online einsehbar.